# Orthotylus ericetorum
Orthotylus ericetorum is een wants uit de familie van de blindwantsen (Miridae). De soort werd het eerst wetenschappelijk beschreven door Fallén in 1807.

## Uiterlijk
De mannetjes van deze heldergroene kleine wants zijn langwerpig van vorm en de vrouwtjes zijn ovaal. Ze kunnen 2,5 tot 3,5 mm lang worden en hebben altijd volledige vleugels. Het lichaam is bedekt met donkere rechtopstaande haartjes, de kop is meestal geel, net als de antennes.
De punt van de voorvleugels (cuneus) is geel tot oranjeachtig, net als de aders op het grijsdoorzichtige deel van de vleugels. De dijen zijn groen en de rest van de pootjes zijn geelgroen gekleurd. De soorten uit het geslacht Orthothylus lijken vaak sterk op elkaar, in die gevallen kan de waardplant waarop ze gevonden worden uitsluitsel geven over welke soort het betreft. De heidestijlneus is zoals de naam al zegt meestal op heide te vinden.

## Leefwijze
De soort kent één generatie per jaar en kan van juni tot oktober waargenomen worden in gebieden met struikheide (Calluna vulgaris) en dopheide (Erica tetralix). Ze eten vooral de rijpende zaden van de heide maar de nimfen gebruiken hun steeksnuit ook om aan andere delen van de plant te zuigen. De eitjes worden ook op de heide afgezet en komen pas na de winter uit.

## Leefgebied
De wants is in Nederland zeer algemeen in zowel vochtige als droge heidegebieden. Verder kan de soort ook in de rest van Europa en Noord-Afrika aangetroffen worden.